# Noyelles-sur-Sambre
 Noyelles-sur-Sambre  es una población y comuna francesa, en la región de Norte-Paso de Calais, departamento de Norte, en el distrito de Avesnes-sur-Helpe y cantón de Berlaimont.

## Demografía
| 356 | 335 | 385 | 371 | 351 | 335 |
| Para los censos de 1962 a 1999 la población legal corresponde a la población sin duplicidades (Fuente: INSEE [Consultar]) |     |     |     |     |     |